# Tino Casal
Tino Casal   (Veguín, 11 de febrer de 1950 - Madrid, 22 de setembre de 1991) va ser un cantant i compositor espanyol de música pop, dins dels corrents tecno i new romantic. Va desenvolupar també altres facetes, com a productor d'altres cantants i com a pintor i escultor. Va ser una figura clau de la movida madrilenya, de la qual va ser un dels principals exponents.

## Discografia

### Com a Tino Casal
- Olvidar, Recordar/Dam, Dam (1977) (no va entrar en llistes)
- Emborráchate/Besos, Caricias (1978) (núm. 30 a l'Estat espanyol) (núm. 2 al Festival de la Cançó de Benidorm 1978)

### Com a Casal
- Neocasal (1981) (núm. 1 a l'Estat espanyol)

Senzills extrets
- Champú de huevo (1981) (núm. 1 a l'Estat espanyol)
- Life on Mars? (1981) (núm. 16 a l'Estat espanyol)
- Stupid boy (1981) (no va entrar en llistes)

- Etiqueta Negra (1983) (núm. 1 a l'Estat espanyol)

Senzills extrets
- Embrujada (1983) (núm. 1 a l'Estat espanyol) (núm. 37 als Països Baixos) (núm. 28 a Bèlgica) (el 1991 va tornar al núm. 19 a l'Estat espanyol)
- Póker para un perdedor (1983) (núm. 5 a l'Estat espanyol)
- Los pájaros (1983) (núm. 27 a l'Estat espanyol)
- Bewitched (versió en anglès d'Embrujada) (1983) (núm. 76 a Dance Top Miami)
- Tigre bengalí (1984) (núm. 6 a l'Estat espanyol)

- Hielo Rojo (1984) (núm. 1 a l'Estat espanyol)

Senzills extrets
- Pánico en el Edén (1984) (núm. 1 a l'Estat espanyol) (núm. 57 a l'Estat francès) (núm. 48 a Itàlia)
- Teatro de la oscuridad (1984) (núm. 5 a l'Estat espanyol)
- Bailar hasta morir (1984) (núm. 12 a l'Estat espanyol)
- Mañana (1984) (núm. 35 a l'Estat espanyol el 1984, va tornar a entrar el 1985 fins al lloc 28)

- Lágrimas de Cocodrilo (1988) (núm. 1 a l'Estat espanyol)

Senzills extrets
- Eloise (1987) (núm. 1 a l'Estat espanyol) (núm. 2 a la llista anual de 1988 de senzills a l'Estat espanyol)
- Oro negro (1988) (núm. 2 a l'Estat espanyol)
- Santa Inquisición (1988) (núm. 14 a l'Estat espanyol)
- Degeneración (1988) (núm. 29 a l'Estat espanyol)
- Ángel exterminador (1989) (no va entrar en llistes)

- Histeria (1989)

Senzills extrets
- Histeria (1989) (núm. 9 a l'Estat espanyol)
- Tal como soy (1990) (núm. 22 a l'Estat espanyol)
- Sex o no Sex? (1990) (no va entrar en llistes)
- No fuimos héroes (1990) (no va entrar en llistes)

### Recopilatoris
- Grandes Éxitos: Etiqueta Negra (1991) (núm. 1 a l'Estat espanyol)

Senzills extrets
- Embrujada (1991) (núm. 19 a l'Estat espanyol)

Senzills extrets
- Eloise (Remezcla de Pumpin' Dolls) (2000) (núm. 8 a l'Estat espanyol)

- Casal Vive (2000)
- Casal Remixes (2001) (núm. 15 a l'Estat espanyol)
- Casal Único: Antología Audiovisual (2005) (núm. 6 a l'Estat espanyol)
- Tino Casal: The Platinum Collection (2007) (no va entrar en llistes)

Senzills extrets
- Eloise (2007) (núm. 106 de descàrregues a iTunes el 2011)

- Todo Casal (2011) (núm. 12 a l'Estat espanyol): Box-Set de 8 CD + 1 DVD

Senzills extrets
- Day by day (no va entrar en llistes) (2011)

### Videoclips
- 01 Lamento De Gaitas (amb Los Archiduques) (1967)
- 02 Olvidar, Recordar (1977)
- 03 Emborráchate (1978)
- 04 Embrujada (1983)
- 05 Bailar Hasta Morir (1984)
- 06 Eloise (1987)
- 07 Oro Negro (1988)
- 08 Day By Day (2011)